# Conall I Collamrach
Conall I Collamrach – legendarny zwierzchni król Irlandii z dynastii Milezjan (linia Eremona) w latach 130-125 p.n.e. Syn Ederscela Temracha („z Tary”), syna Eochaida VIII Ailtlethana („z Broad Joints” lub „z Broad House”), zwierzchniego króla Irlandii.
Objął, według średniowiecznej irlandzkiej legendy i historycznej tradycji, władzę po śmierci swego stryja, Aengusa III Tuirmecha Temracha. Rządził Irlandią przez pięć lat, gdy został pokonany i zabity przez swego następcę i dalekiego kuzyna, Niada Sedamaina, w bitwie.